# Lethocolea grandifolia
Lethocolea grandifolia là một loài rêu trong họ Acrobolbaceae. Loài này được Berggr. mô tả khoa học đầu tiên năm 1898. Danh pháp khoa học của loài này chưa được làm sáng tỏ. 